# 神田出入口
神田出入口（こうだでいりぐち）は、大阪府池田市にある阪神高速道路11号池田線の出入口。
2025年（令和7年）6月17日より入口料金所がETC専用になっている。

## 概要
このICは池田木部方面にしか出入りできないハーフICであり、利用する車両は必然的に短区間利用に限られる。そのため、当IC - 池田木部間には短距離区間利用割引が設定されている。
出入口は国道176号バイパスの大阪方面に接続しており、池田木部方面から大阪国際空港や千里中央方面へ向かう場合に適している。

## 料金所

### 神田入口料金所
- ブース数：3
  - ETC専用：2
  - サポート：1

## 周辺
- 池田市役所
- 阪急電鉄宝塚本線池田駅
- 猪名川
- 池田市猪名川運動公園
- 川西市東久代運動公園
- 安藤百福発明記念館 大阪池田（カップヌードルミュージアム 大阪池田）
- ダイハツ工業本社・工場

## 隣
阪神高速11号池田線延伸部
蛍池JCT - (11-12)神田出入口 - (11-13)川西小花出入口 - (11-14)池田木部第一出入口/(11-15)池田木部第二出入口